# 中山大学海洋科学学院
中山大学海洋科学学院（School of Marine Sciences, Sun Yat-sen University），是中山大学下属院系之一，成立于2008年6月。该院位于中山大学珠海校区。主要研究方向为海洋动力与物质输运过程、海洋环境与生态动力过程、海洋生物资源与深海生物学、海洋沉积过程与资源效应。

## 历史沿革
中山大学在海洋学科的研究历史可以追溯到建校初期。民国十三年（1924年），中山大学的前身国立广东大学成立，生物学系教授费鸿年即开展了南海近岸渔业资源调查研究。
民国十七年（1928年）5月，由农学院院长沈鹏飞任领队、地质矿产系主任朱庭祜教授主持，国立中山大学调查团一行16人乘国民革命军海军海瑞号军舰前往西沙群岛，进行了为期16天的实地调查，并将分析成果编写成《调查西沙群岛报告书》。此次调查是中国首次对西沙进行的科学考察。随后，中国国民党中央政治会议广州分会批准西沙岛矿产划拨国立中山大学管理，西沙群岛被列为国立中山大学海洋实习基地。
民国三十六年（1947年）4月14日，国民政府派出考察队第二次对西沙群岛进行科学考察。其中，国立中山大学学者占考察队专家团人数的三分之一，地理学系教授王光玮为中大负责人，成员包括农学院教授陆发熹、生物学系教授张宏达和李国藩等。
1952年院系调整后，中山大学开始了其他领域的涉海研究，包括林浩然等进行的水生生物研究、龙康候等进行的海洋天然产物化学研究，以及河口海岸与工程研究等。
2002年，中山大学设置海洋科学一级学科博士点。2008年6月，中山大学将海洋科学相关学科进行整合，组建为中山大学海洋学院。2016年5月，更名为中山大学海洋科学学院。

## 学术研究

### 方向
中山大学海洋科学学院主要研究方向为海洋动力与物质输运过程、海洋环境与生态动力过程、海洋生物资源与深海生物学、海洋沉积过程与资源效应。

### 实力
中山大学海洋科学学院的海洋科学学科为广东省重点一级学科（第九轮），在教育部第三轮学科评估（2009-2011）中位居全国第四，在第四轮学科评估（2016-2017）中位居全国第三（与同济大学并列）。

## 专业设置
截至2022年7月，中山大学海洋科学学院拥有海洋科学一级学科博士学位授予权，开设海洋科学本科、硕士和博士专业。

## 研究平台

### 国家级
- 南海海洋生物技术国家工程研究中心（2002年由国家发展和改革委员会批准认定）[2]
- 河口水利技术国家地方工程联合实验室（2011年由国家发展和改革委员会批准认定）

### 省部级
- 广东省海洋资源与近岸工程重点实验室（2006年由广东省科学技术厅批准认定）[2]
- 广东省海岸与岛礁工程技术研究中心（2017年由广东省科学技术厅批准认定，与海洋工程与技术学院共建）
- 广东省河口水利工程实验室（2018年由广东省科学技术厅批准认定，与海洋工程与技术学院共建）
- 南方海洋科学与工程省实验室（珠海）（2018年由广东省科学技术厅批准认定，依托南海研究院）
- 珠江口海洋生态环境教育部野外科学观测研究站（2018年由教育部批准认定，依托南海研究院）

### 校级
- “中山大学”号海洋综合科考实习船（由海洋科学考察中心运营管理，各涉海学院共同参与）[9]